# Мішані ліси південного сходу США
Мішані ліси південного сходу США (ідентифікатор WWF: NA0413) — неарктичний екорегіон помірних широколистяних та мішаних лісів, розташований на південному сході США.

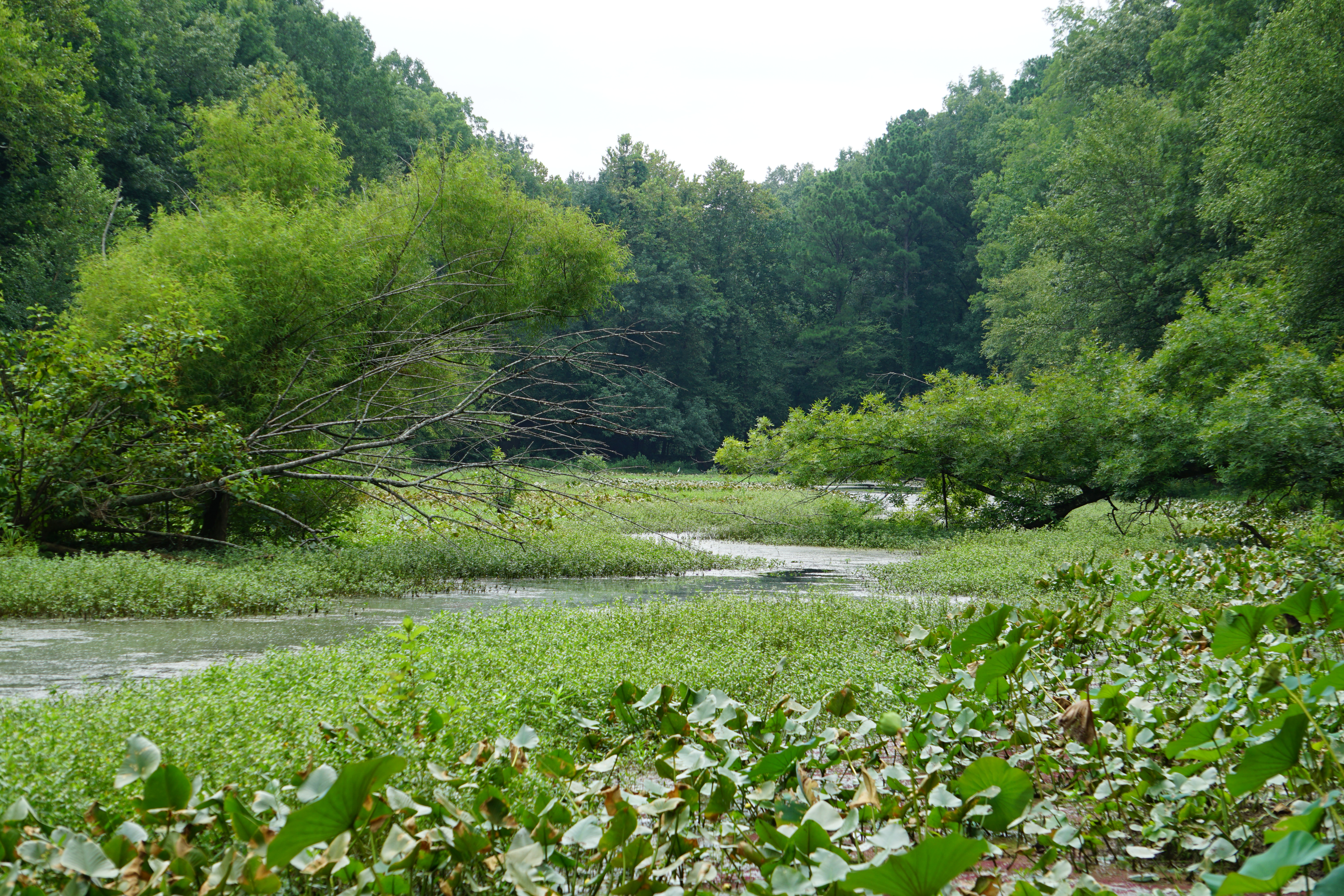
Ландшафт природного заповідника Національний природний заповідник Пі-Ді (Північна Кароліна)

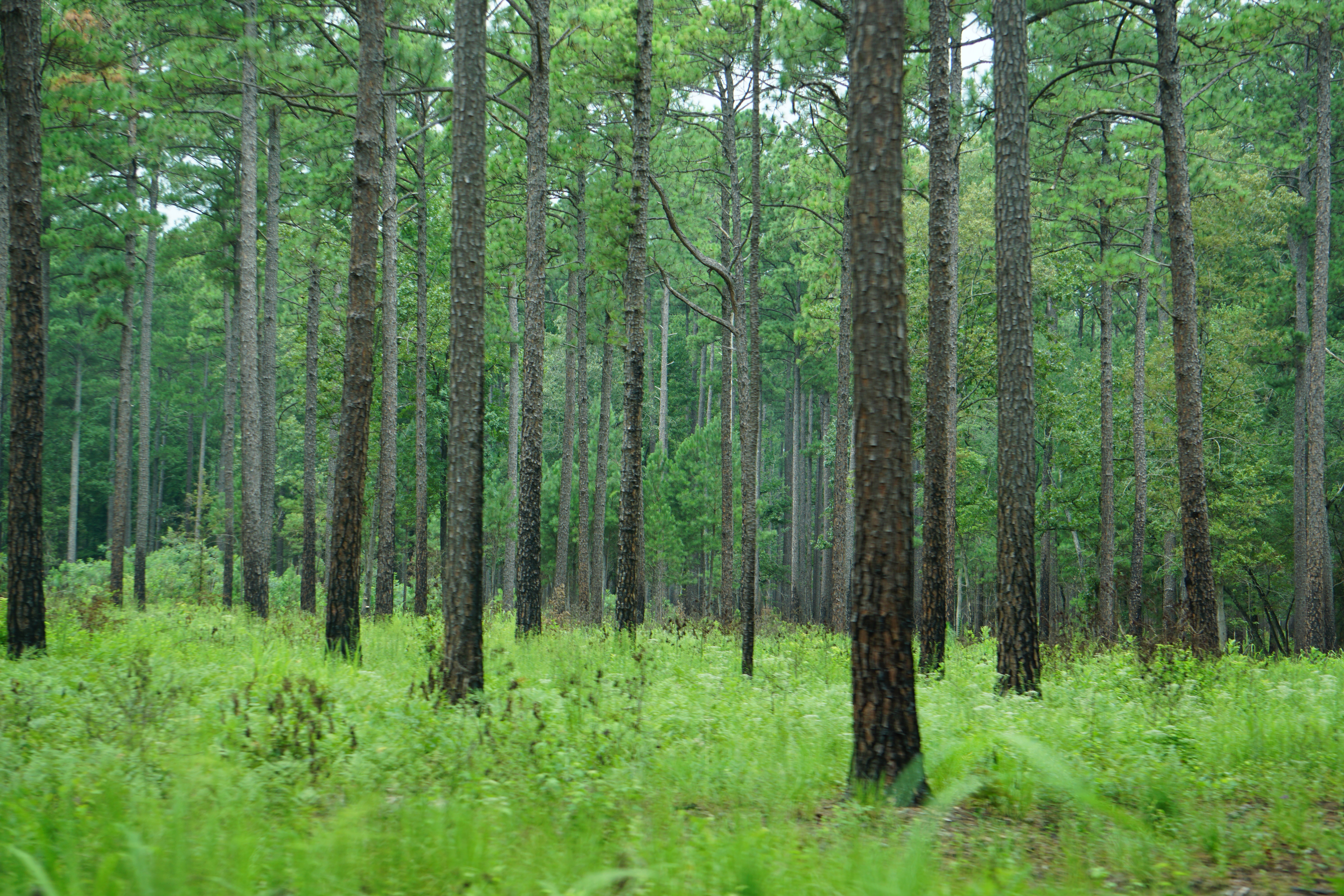
Ліс у природному заповіднику Пі-Ді (Північна Кароліна)

## Географія
Екорегіон мішаних лісів південного сходу США простягається широкою дугою через південний схід США, від крайнього південного сходу Пенсільванії, Меріленду та округа Колумбія через території Вірджинії, Північної та Південної Кароліни, Джорджії та Алабами до Міссісіпі та сусідніх районів Луїзіани, Арканзасу та Теннессі. Він охоплює плато Підмонту, східних передгір'їв Аппалачів, які простягаються між горами, що височіють на захід від них, та відділені різким уступом від Атлантичних низовин, що лежать на узбережжі Атлантичного океану на схід від них. Рельєф Підмонту представлений горбистими рівнинами, що лежать на висоті від 50 до 300 м над рівнем моря. Тут зустрічаються численні монадноки або інзельберги — окремі гранітні скелясті пагорби або останцеві узвишшя, які різко підіймаються над навколишніми рівнинами. Найбільше монандоків зустрічаються у верхній частині Джорджійського Підмонту, зокрема Кам'яна гора, Аравійська гора та скеля Хеггі. На південному заході екорегіон охоплює також частину Примексиканської низовини, що лежить на схід від річки Міссісіпі.
На заході екорегіон переходить у ліси Аппалачів та Блакитного хребта та у мішані мезофільні ліси Аппалачів, на сході — у прибережні ліси Середньоатлантичних Штатів, на півдні — хвойні ліси південного сходу США, а на заході — у ліси Міссісіпської низовини та у широколистяні ліси Центральних Сполучених Штатів.

## Клімат
В межах екорегіону домінує вологий субтропічний клімат (Cfa за класифікацією кліматів Кеппена), який характеризується спекотним, дощовим літом та м'якою зимою. Середня температура в регіоні коливається від 15 °C до 20 °C. Середньорічна кількість опадів коливається від 1000 до 1500 мм, які рівномірно розподілені протягом року.

## Флора
Основними рослинними угрупованнями екорегіону є мішані дубово-гікорієво-соснові ліси, в яких домінують різні види дубів (Quercus spp.), гікорі (Carya spp.) та сосен (Pinus spp.). До початку XX століття в цих лісах також росло багато американських каштанів (Castanea dentata), але їх популяція загинула внаслідок грибкової хвороби. Ці дерева все ще продовжують зустрічатися в підліску, але багато каштанів гине від хвороби до того, як досягне верхнього ярусу лісу.
Найважливішим фактором, який впливав на формування мішаних лісів до появи в регіоні європейських колоністів, були пожежі, які виникали природним чином, а також внаслідок підпалів, які регулярно здійснювали індіанці. Пожежі забезпечували проростання соснового насіння, а часті невеликі пожежі сприяли відновленню дубів порівняно з конкуруючими листяними породами.
У мішаних лісах екорегіону переважають білі дуби (Quercus alba), червоні дуби (Quercus rubra), чорні дуби (Quercus velutina), шарлатові дуби (Quercus coccinea), голі гікорі (Carya glabra), пухнасті гікорі (Carya tomentosa), короткохвойні сосни (Pinus echinata), ладанні сосни (Pinus taeda) та довгохвойні сосни (Pinus palustris). Сосни переважають у районах, де часто трапляються пожежі. На сухих пагорбах ростуть гікорі та каштанові дуби (Quercus montana), а на сухих відкритих ділянках — майже моновидові насадження чорних дубів (Quercus velutina). У ранньосукцесійних насадженнях, що ростуть на місцях нещодавніх пожеж, зустрічаються віргінські яловці (Juniperus virginiana) та звичайні робінії (Robinia pseudoacacia).
В середньому ярусі мішаних лісів переважають такі дерева, як білуваті сассафраси (Sassafras albidum), американські хмелеграби (Ostrya virginiana), квітучий кизил (Cornus florida) та зелений глід  (Crataegus viridis). В підліску поширені чагарники північної лохини (Vaccinium corymbosum), вузьколистої лохини (Vaccinium angustifolium), кленолистої горобини (Viburnum acerifolium), чорної гекльберрі (Gaylussacia baccata) та широколистої кальмії (Kalmia latifolia).
У глибоких ярах, на захищених північних або східних схилах пагорбів, та на родючих ґрунтах на добре дренованих ділянках поширені мезофільні широколистяні ліси. Основу цих лісів складають великолисті буки (Fagus grandifolia), американські тюльпанні дерева (Liriodendron tulipifera), червоні дуби (Quercus rubra), американські ясени (Fraxinus americana), цукрові клени (Acer saccharum), американські липи (Tilia americana) та гіркі гікорі (Carya cordiformis). В підліску цих лісів поширені трилопатеві азиміни (Asimina triloba), лісові гіркокаштани (Aesculus sylvatica), американські граби (Carpinus caroliniana), квітучий кизил (Cornus florida) та американські бруслини (Euonymus americanus). Також в екорегіоні зустрічаються заплавні та низинні ліси, хоча їх тут не настільки багато, як на Приатлантичній низовині. На родючих ґрунтах Чорного поясу раніше зустрічалися ізольовані ділянки високотравних прерій, на яких до середини XVIII століття паслися стада рівнинних бізонів (Bison bison bison).
Із заселенням екорегіону європейцями його природний рослинний покрив екорегіону був значно змінений, оскільки велика частина лісів була знищена та перетворена на сільськогосподарські угіддя. Після Другої світової війни багато ферм були покинуті, а на їх місці утворилися вторинні ліси. В екстремальних екологічних умовах покинутих полів сосни випередили широколистяні дерева у конкуренції за місце під сонцем та поживні речовини. Спочатку у вторинних лісах широколистяні види зайняли місце в підліску, однак після того, як у середині 1960-х років соснові насадження були вирубані, листяні насадження зайняли їх місце, випередивши молоді сосни за домінування у верхньому ярусі. Цьому посприяло також зменшення кількості пожеж. Таким чином, структура лісів регіону значно змінилася під впливом людини, що загрожує довгостроковій стійкості багатьох видів, які залежать від пожеж.
Підлісок і трав'яний ярус також змінювався разом із сукцесією лісів. На відкритих, добре освітлених полях переважали злаки та різнотрав'я, однак коли крони сосен та широколистяних дерев почали утворювати лісовий намет, в підліску почали переважати кущі та невисокі дерева, такі як квітучий кизил (Cornus florida), канадське юдине дерево (Cercis canadensis), віргінський яловець (Juniperus virginiana) та американський падуб (Ilex opaca). Серед кущів та трав'янистих рослин, що зустрічаються у підліску вторинних лісів, слід відзначити різні види ожини (Rubus spp.), сумаха (Rhus spp.) та жимолості (Lonicera spp.), а також східний отруйний плющ (Toxicodendron radicans). Загалом в екорегіоні зустрічається 3635 видів місцевих трав'янистих рослин та чагарників, більше, ніж в усіх інших екорегіонах Північної Америки.

## Фауна
В межах екорегіону зустрічається 58 видів ссавців та близько 240 видів птахів. Серед поширених в регіоні ссавців слід відзначити білохвостого оленя (Odocoileus virginianus), звичайну лисицю (Vulpes vulpes), сіру лисицю (Urocyon cinereoargenteus), руду рись (Lynx rufus), довгохвосту ласицю (Neogale frenata), смугастого скунса (Mephitis mephitis), флоридського кролика (Sylvilagus floridanus), сіру вивірку (Sciurus carolinensis), лисячу вивірку (Sciurus niger), звичайного ракуна (Procyon lotor), лісового бабака (Marmota monax), східного бурундука (Tamias striatus), південну літягу (Glaucomys volans), віргінського опосума (Didelphis virginiana), аллеганського лісового хом'яка (Neotoma magister) та східного лісового хом'яка (Neotoma floridana). На берегах річок та озер поширені канадські бобри (Castor canadensis), канадські видри (Lontra canadensis), річкові візони (Neogale vison) та болотяні ондатри (Ondatra zibethicus). Руді вовки (Canis rufus) та північноамериканські пуми (Puma concolor couguar) вимерли в регіоні, а барибали (Ursus americanus) були винищені на більшій його частині.
Серед поширених в екорегіоні птахів слід відзначити віргінську перепелицю (Colinus virginianus), великого індика (Meleagris gallopavo), північну зенаїду (Zenaida macroura), каролінського дрімлюгу (Antrostomus carolinensis), каролінку (Aix sponsa), віргінського пугача (Bubo virginianus), неоарктичну сову (Strix varia), білоголового орлана (Haliaeetus leucocephalus), флоридського дятла (Leuconotopicus borealis), каролінську гілу (Melanerpes carolinus), рубіновогорлого колібрі (Archilochus colubris), блакитну сизойку (Cyanocitta cristata), каролінського поплітника (Thryothorus ludovicianus), каролінського повзика (Sitta carolinensis), малого повзика (Sitta pusilla), каролінську гаїчку (Poecile carolinensis), гострочубу синицю (Baeolophus bicolor), лісового піві (Contopus virens), білоокого віреона (Vireo griseus), північного пісняра (Parula americana), соснового пісняра-лісовика (Setophaga pinus), східного блакитника (Sialia sialis), лісового дрозда (Hylocichla mustelina), мандрівного дрозда (Turdus migratorius), пломенисту пірангу (Piranga rubra) та червоного кардинала (Cardinalis cardinalis)
Загалом фауна екорегіону вирізняється високим біорізноманіттям, особливо серед земноводних, плазунів та птахів. Регіон є глобальним центром різноманіття для черевоногих молюсків у Північній Америці. Прісноводні екосистеми екорегіону також є одними з найбагатших серед усіх екорегіонів помірних широт.

## Збереження
Майже 99 % рослинного покриву екорегіону було значно деградовано або знищено та перетворено на сільськогосподарські угіддя, зокрема на плантації тютюну та арахісу. Більшість лісів регіону наразі є вторинними лісами, які характеризуються низьким біорізноманіттям. Прерії Чорного поясу були повністю знищені. Фрагментація природних ландшафтів є дуже високою. Основною загрозою для збереження залишків природи регіону є вирубка та подальша експлуатація залишків лісів та перетворення їх на соснові насадження. Густота населення в екорегіоні є найвищою на сході США, і процеси урбанізації в регіоні тривають. Тут розташовані такі великі міста, як Ролі, Дарем, Грінсборо, Вінстон-Сейлем, Шарлотт, Грінвілл, Атланта, Мемфіс, Монтгомері, Ричмонд та Балтимор, а також столиця США — Вашингтон.
Близько 1,5 % площі екорегіону є заповідними територіями. Природоохоронні території включають: Державний ліс Сідарвіль та Заповідник Белт-Вудс в Меріленді, Державний ліс Камберленд та Державний ліс Аппоматтокс-Бакінгем у Вірджинії, Національний ліс Юуаррі, Національний природний заповідник Пі-Ді, Державний парк річки Ено, Державний парк імені Вільяма Амстеда та ліс Д'юк в Північній Кароліні, Національний ліс Самтер в Південній Кароліні, Національний ліс Оконі та Підмонтський національний природний заповідник в Джорджії, Національний ліс Талладега в Алабамі та Національний ліс Б'єнвілль в Міссісіпі.